# Velký Malahov
Velký Malahov (německy Großmallowa) je obec v okrese Domažlice v Plzeňském kraji. Leží dvacet kilometrů severně od Domažlic a patnáct kilometrů jižně od Stříbra. Žije zde 233 obyvatel.

## Historie
První písemná zmínka o obci pochází z roku 1379. V letech 1938 až 1945 byla obec přičleněna (v důsledku uzavření Mnichovské dohody) k nacistickému Německu.

## Obyvatelstvo
| Rok            | 1869 | 1880 | 1890 | 1900 | 1910 | 1921 | 1930 | 1950 | 1961 | 1970 | 1980 | 1991 | 2001 | 2011 | 2021 |
| -------------- | ---- | ---- | ---- | ---- | ---- | ---- | ---- | ---- | ---- | ---- | ---- | ---- | ---- | ---- | ---- |
| Počet obyvatel | 619  | 623  | 558  | 623  | 667  | 655  | 618  | 292  | 330  | 332  | 294  | 268  | 265  | 235  | 242  |
| Počet domů     | 97   | 100  | 100  | 101  | 104  | 104  | 110  | 105  | 75   | 70   | 67   | 76   | 78   | 75   | 88   |

## Obecní správa
Mezi lety 1850–1980 byl Velký Malahov obcí v okrese Horšovský Týn (v letech 1850–1910 Horšův Týn) (1880–1950) a později v okrese Domažlice. Od 1. května 1980 do 23. listopadu 1990 patřil jako část obce k Semněvicím a od 24. listopadu 1990 je opět samostatnou obcí.

### Části obce
- Jivjany
- Ostromeč
- Velký Malahov

### Obecní symboly
Znak a vlajka byly obci uděleny rozhodnutím předsedy Poslanecké sněmovny Parlamentu České republiky dne 11. dubna 2008.

## Osobnosti
- Johann Feierfeil (1860–?), rolník a poslanec zemského sněmu

## Galerie

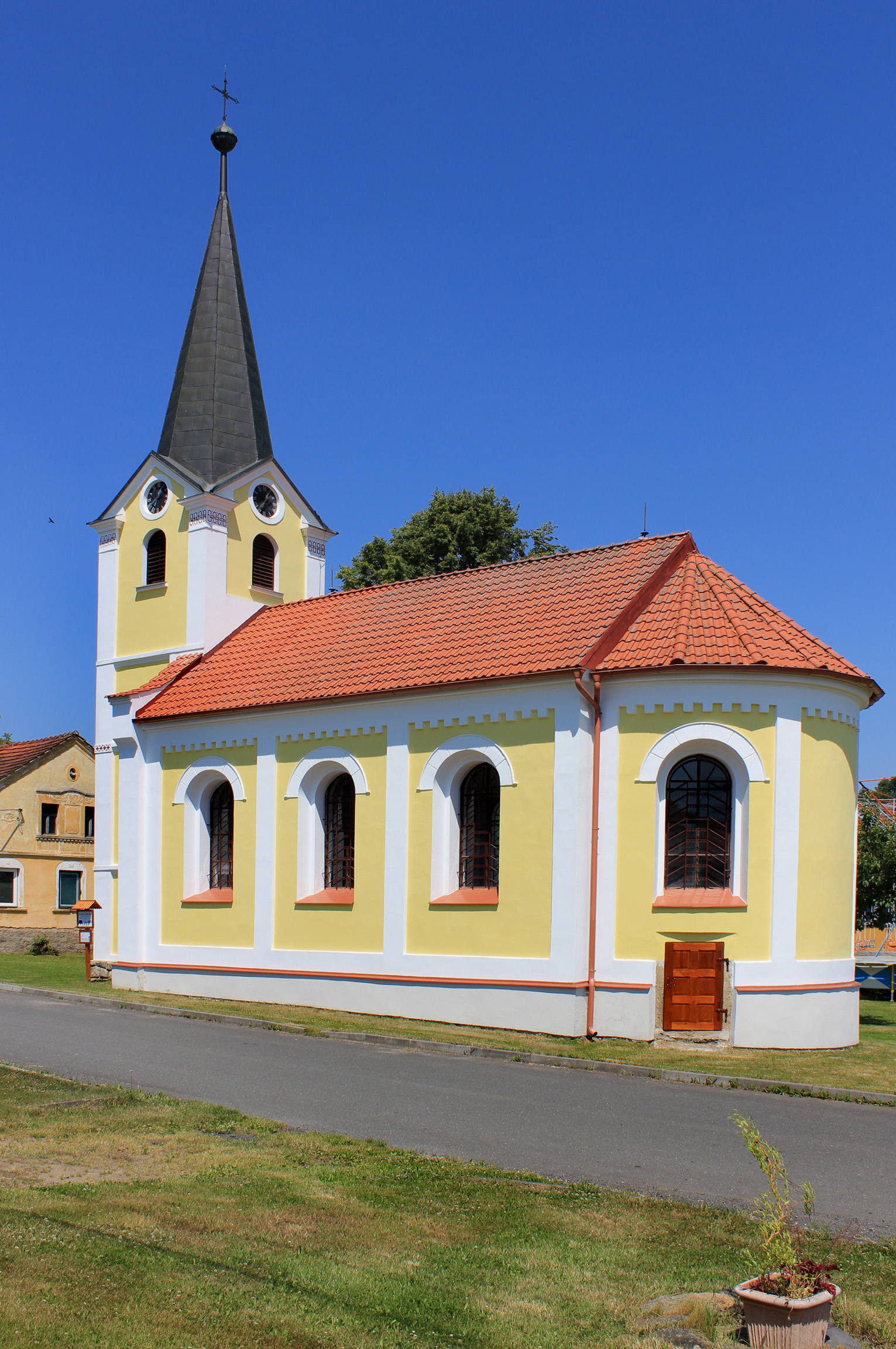
Kaple Navštívení Panny Marie
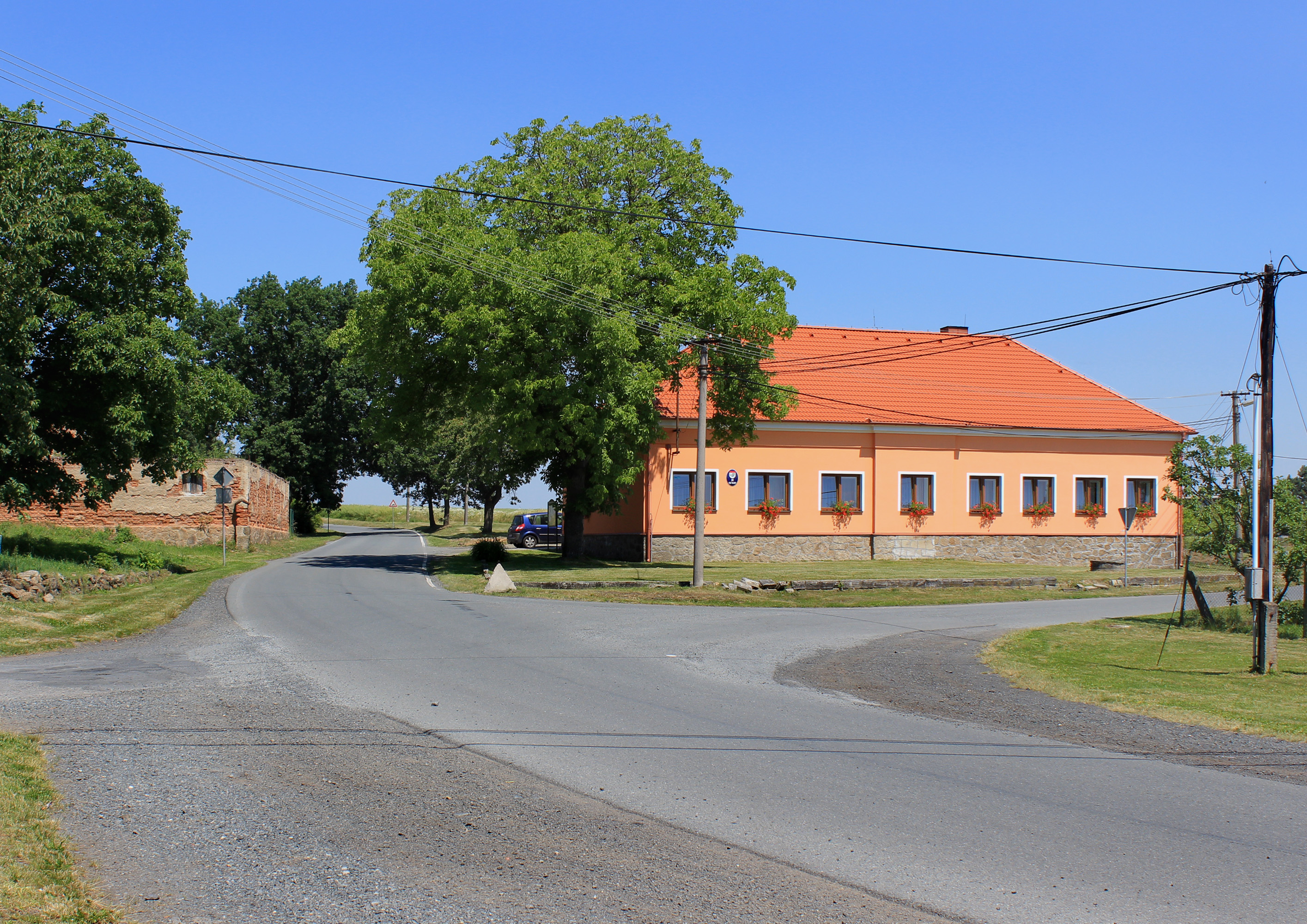
Silnice II/193 a obecní úřad
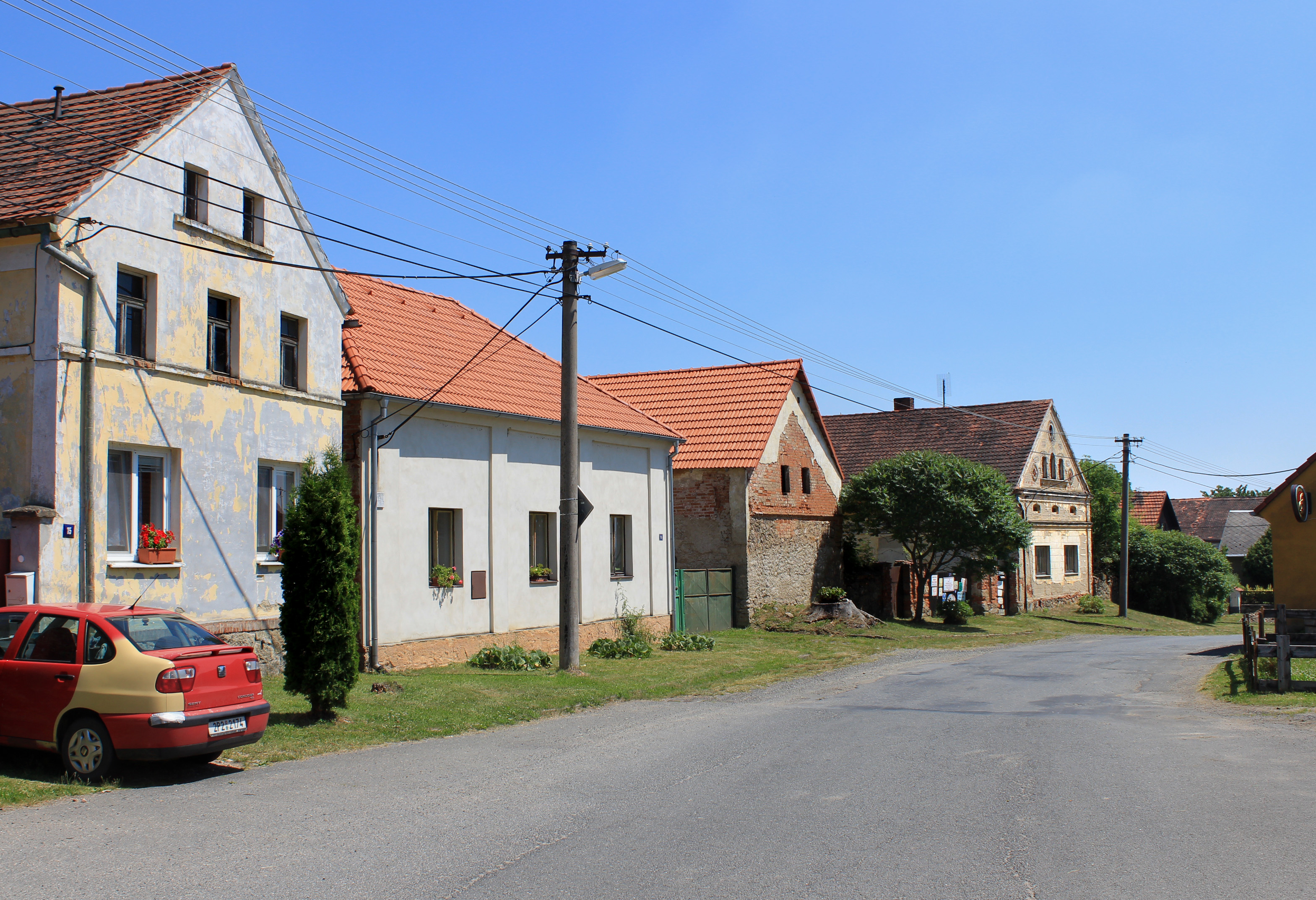
Severní strana návsi
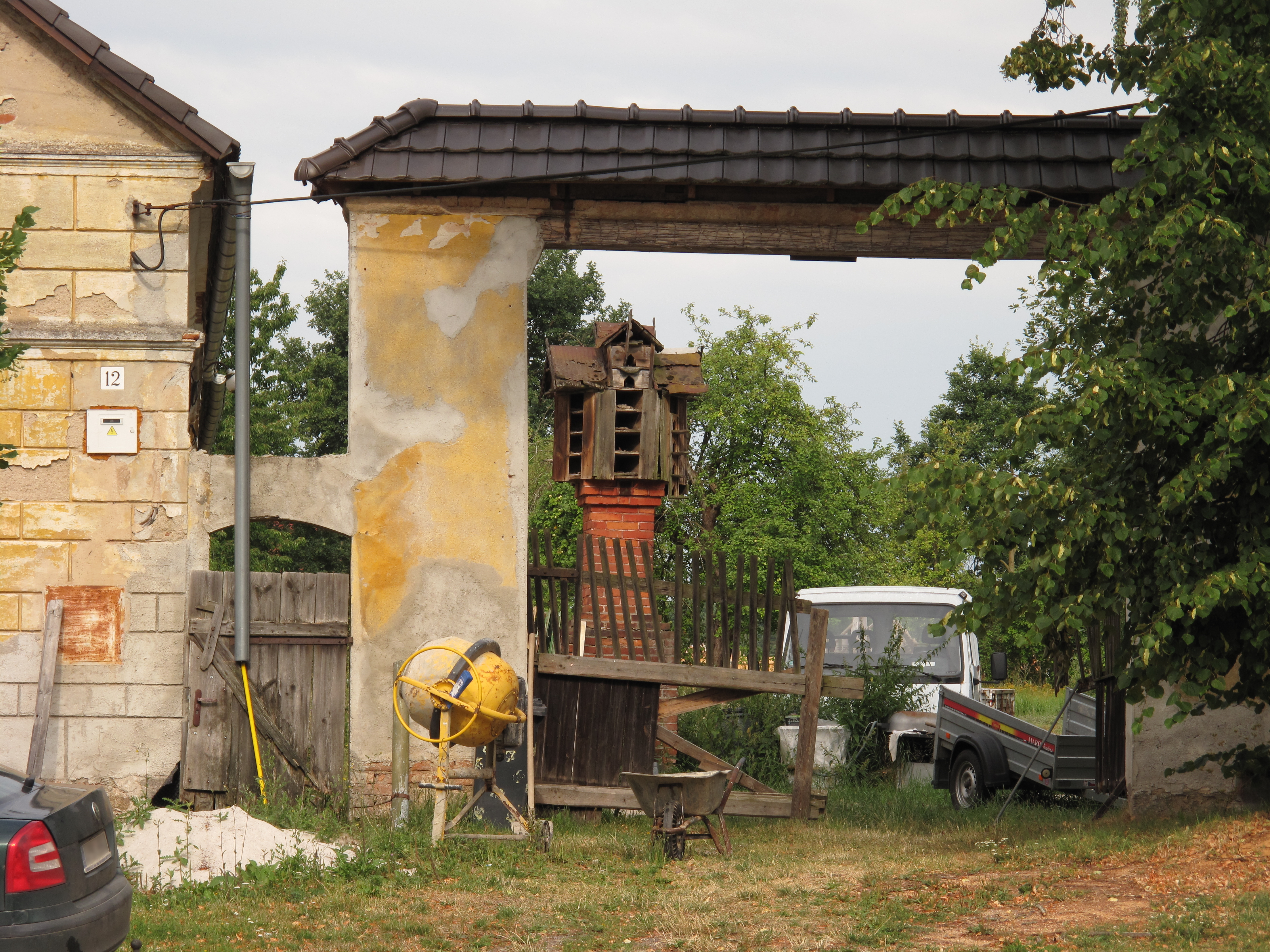
Holubník